# Ana Krasojević
Ana Krasojević (Kragujevac, Srbija, 20. studenog 1928.- † 20. veljače 2010., Beograd, Srbija), jugoslavenska glumica. Od 1958. do 1985. odigrala uloge u 17 filmova i serija.

## Uloge
- Gospođa ministarka (1958.),
- Servisna stanica, serija,
- Prvi građanin male varoši (kao Ivona),
- Serafimov klub serija, 1961
- Nemirni (1967., (Ana Bogojević),
- Muzička bajka (1967) (TV)
- Pusti snovi (1968., (kao Zoričina kuma),
- Kros contri (1969.),
- Silom otac (1969., (Arsina žena)
- Ubistvo na svirep i podmukao način i iz niskih pobuda (1970.),
- Opklada (1971.),
- SB zatvara krug (1974.),
- Čuvar plaže u zimskom periodu (1976.),
- Leptirov oblak (1977.),
- Miris zemlje (1978.),
- Nacionalna klasa (1979., Šiljina majka)
- Tajvanska kanasta (1985.).

## Vanjske poveznice
- Ana Krasojević
- Ana Krasojević u internetskoj bazi filmova IMDb-u (engl.)